# Урух (село)
Уру́х (кабард.-черк. Урыху) — село в Лескенском районе Кабардино-Балкарской Республики.
Образует муниципальное образование «сельское поселение Урух», как единственный населённый пункт в его составе.

## Этимология
Название поселение произошло от наименования одноименной реки — Урух.

## География
Селение расположено на правом берегу одноимённой реки Урух, в юго-восточной части Лескенского района. Находится в 10 км к востоку от районного центра Анзорей, в 35 км от Нарткалы и в 45 км к юго-востоку от города Нальчик. Вдоль южной и восточной частей сельского поселения проходит административная граница с республикой Северная Осетия, и граничит с тремя её муниципальными районами. В 1,5 км к северу от села проходит федеральная автотрасса «Кавказ» М 29.
Площадь территории сельского поселения составляет — 45 км2. Из них 84% площади территории занимают сельскохозяйственные угодья и пашни.
Граничит с землями населённых пунктов: Хатуей на северо-западе, Ставд-Дурт на севере, Иран на северо-востоке и Средний Урух на юго-западе.
Населённый пункт расположен в предгорной зоне республики. Рельеф местности представляет собой наклонные равнины с множеством холмов и курганов. Населённый пункт расположен на возвышенности над рекой Урух. Средние высоты на территории сельского поселения составляют 445 метров над уровнем моря. Амплитуда высот колеблется от 420 метров на севере до 950 метров на юго-востоке. Высшей точкой является гора Убатлешуг, расположенная над урочищем Гок-Задашук.
Гидрографическая сеть представлены реками — Урух, Псыншоко и Чикола (Змейское). Также имеются многочисленными источники родниковых вод. В частности в лесной зоне.
Климат влажный умеренный с тёплым летом и прохладной зимой. Амплитуда температуры воздуха колеблется от средних +21,5°С в июле, до средних -2,5°С в январе. Зима в основном прохладная и тёплая, благодаря окружающим его с востока и юга хребтам, температуры даже в январе редко отпускаются ниже −5 −7°С. Среднегодовая температура воздуха составляет +10,0°С. Среднегодовое количество осадков составляет около 750 мм. Основные ветры — северо-западная и восточная. Заморозки начинаются в середине октября и заканчиваются в конце марта.

## История
Село основано в 1670 году кабардинскими уорками (дворянами) Коголкиными, в честь которых аул был и назван Коголкино (кабард.-черк. Къугъулыкъуей). Коголкины владели землями в междуречье рек Урух (с запада) и Терек (с востока), и входили в состав удельного княжества Кабарды — Талостаново. Также Коголкины неоднократно встречаются у Ногмова в его книге «История адыхейского народа».
За свою историю аул неоднократно менял своё местоположение из-за разных военных и социальных причин.
Поселение перемещалось несколько раз в пределах треугольника, основаниями которого были реки Урух и Терек с запада и востока, и Скалистые горы на юге. Первоначально аул Коголкиных располагалось на левом берегу реки Терек, откуда переместились в урочище «Тӏууащӏэ», находящееся в 25 км северо-восточнее современного расположения села. Затем переселились к горе Татартуп в урочище «Мэртэзей дыгъапӏэжь». Но из-за несоответствия местности своим условиям, население аула переселилось в урочище «Фэндгъэф», которое расположена в 5 км к юго-востоку от современного расположения села.
В 1769 году аул переместился на правый берег реки Урух, где окончательно осел и находится по сей день.
В 1825 году был произведен перепись населённых пунктов Кабарды. По её данным, на правом берегу реки Урух находился аул Коголкино, которым владел вуорк Алимурза Коголкин. В 1846 году на берегу реки Урух существовали уже два аула Коголкиных, которые впоследствии в результате Земельной реформы Кабарды в 1865 году были объединены.
В 1864—1869 годах, многие жители аула начали покидать свои земли в результате мухаджирства вызванного окончательным присоединением Кавказа к Российской империи и нежеланием признавать над собой власть иноверного царя.
В 1908 году село Коголкино состояло из 122 дворов с населением в 2104 человек.
В 1920 году с окончательным установлением советской власти в Кабарде, решением ревкома Нальчикского округа, Коголкино как и другие кабардинские сёла был переименован из-за наличия в их названиях княжеских и дворянских фамилий. В результате село получило своё новое название Урух (от одноимённой реки на берегу которого и расположено селение).
Сельский совет при селе был основан в 1920 году. До 1937 года сельсовет входила в состав Урванского округа Кабардино-Балкарской АССР. Затем включён в состав новообразованного Лескенского района.
Во время Великой Отечественной войны село больше месяца был оккупирован немецкими войсками. После их изгнания в начале января 1943 года, началось восстановления села. В память о погибших в селе установлены памятники.
В 1962 году с ликвидацией Лескенского района, село с сельсоветом было обратно передано в состав Урванского района.
В 2003 году село включено в состав вновь образованного Лескенского района, который был выделен из части Урванского района.

## Население
| 2002  | 2010  | 2012  | 2013  | 2014  | 2015  | 2016  |
| ----- | ----- | ----- | ----- | ----- | ----- | ----- |
| 4233  | ↘4122 | ↗4188 | ↗4249 | ↗4257 | ↗4276 | ↗4288 |
| 2017  | 2018  | 2019  | 2020  | 2021  | 2023  | 2024  |
| ↗4338 | ↗4339 | ↗4371 | ↗4373 | ↗4519 | ↗4559 | ↗4573 |
| 2025  |       |       |       |       |       |       |
| ↗4601 |       |       |       |       |       |       |

Плотность — 97.89 чел./км2.
Национальный состав
По данным Всероссийской переписи населения 2010 года:
| Народ      | Численность, чел. | Доля от всего населения, % |
| ---------- | ----------------- | -------------------------- |
| кабардинцы | 4 043             | 98,1 %                     |
| осетины    | 54                | 1,3 %                      |
| другие     | 25                | 0,6 %                      |
| всего      | 4 122             | 100 %                      |

По данным Всероссийской переписи 2021 года:
| Народ               | Численность, чел. | Доля от всего населения, % |
| ------------------- | ----------------- | -------------------------- |
| кабардинцы          | 4 403             | 97,43 %                    |
| черкесы             | 74                | 1,63 %                     |
| другие / не указано | 42                | 0,92 %                     |
| всего               | 4 519             | 100,0 %                    |

Поло-возрастной состав
По данным Всероссийской переписи населения 2010 года:
| Возраст     | Мужчины, чел. | Женщины, чел. | Общая численность, чел. | Доля от всего населения, % |
| ----------- | ------------- | ------------- | ----------------------- | -------------------------- |
| 0 — 14 лет  | 462           | 435           | 897                     | 21,8 %                     |
| 15 — 59 лет | 1 301         | 1 354         | 2 655                   | 64,4 %                     |
| от 60 лет   | 211           | 359           | 570                     | 13,8 %                     |
| Всего       | 1 974         | 2 148         | 4 122                   | 100,0 %                    |

Мужчины — 1 974 чел. (47,9 %). Женщины — 2 148 чел. (52,1 %).
Средний возраст населения — 34,0 лет. Медианный возраст населения — 30,2 лет.
Средний возраст мужчин — 31,8 лет. Медианный возраст мужчин — 27,8 лет.
Средний возраст женщин — 36,0 лет. Медианный возраст женщин — 32,1 лет.

## Местное самоуправление
Структуру органов местного самоуправления сельского поселения составляют:
- Глава сельского поселения — Тлехугов Умарбек Аркадьевич.
- Администрация сельского поселения Урух — состоит из 7 человек.
- Совет местного самоуправления сельского поселения Урух — состоит из 15 депутатов[24].

Адрес администрации сельского поселения — село Урух, ул. Ленина №101.

## Образование
- Средняя общеобразовательная школа № 1 — ул. Кирова, 27.
- Средняя общеобразовательная школа № 2 — пер. Сундукова, 12.
- Начальная школа Детский сад № 1 — пер. Сундукова, 16.

## Здравоохранение
- Участковая больница — пер. Сундукова, 14.

## Культура
- Дом Культуры
- Спортивно-оздоровительное учреждение

Общественно-политические организации:
- Адыгэ Хасэ
- Совет ветеранов войны
- Совет ветеранов труда

## Ислам
В селе действует одна мечеть.

## Предприятия
Основу экономики сельского поселения играет сельское хозяйство. Развито частное и арендное землепользование.
На территории сельского поселения действует одно крупное предприятие — ОАО «Урухский», занимающаяся производством сельскохозяйственных продуктов. В планах строительство малой ГЭС на реке Урух.

## Улицы
Улицы

| 70 лет Октября |
| Кирова         |
| Ленина         |

| Надречная |
| Ногмова   |

| Степная  |
| Шогенова |

Переулки

| Блиева             |
| Братьев Битоковых  |
| Братьев Гаужаевых  |
| Братьев Мирзоевых  |
| Братьев Цавкиловых |

| Братьев Эржибовых |
| Гагарина          |
| Дзагоева          |
| Калмыкова         |

| Лесной    |
| Пачева    |
| Пушкина   |
| Сундукова |